# Шпиталь святого Вінсента де Поля
Шпиталь святого Вінсента де Поля — колишній монастир і шпиталь у Львові на південному схилі Замкової гори, на нинішній вулиці Кривоноса. Ліквідований після Другої світової війни.
Заснований 1714 року монахинями ордену сестер Милосердя (званими також Шаритками). Окрім шпиталю на території знаходилась невелика монастирська каплиця і аптека для внутрішнього користування. Комплекс багаторазово розбудовувався. 1783 року шпиталеві також віддано приміщення щойно скасованого монастиря Реформатів із костелом святого Казимира, що знаходяться по-сусідству. У новонабутих приміщеннях було влаштовано сиротинець, названий на честь святого Казимира. Документи 1850 року демонструють, що на утримання 60 сиріт того року витрачено 3 тис. корон. 1857 року збудовано господарський будинок за проектом Вінцента Равського-старшого; 1860 — стайню, возівню та невеликі будинки для челяді за проектом Йозефа Фрома. 1867 року архітектор Едмунд Келер здійснив перепланування приміщень. 1870 року Вінцентом Равським на офіцини перебудовано господарський будинок. 1879 року до корпусу шпиталю ґрунтовно добудовано другий поверх за проектом Альфреда Каменобродського. 1883 влаштовано каналізацію і водопостачання за проектом Ігнатія Мюллера. Близько 1889—1890 років на фасаді розміщено скульптурне зображення святого Вінсента де Поля авторства ймовірно Антона Попеля. 1911 року зведено додатковий одноповерховий будинок для убогих за проектом Адама Опольського та Ігнатія Кендзерського. Після Другої світової війни монахинь виселено. Монастирський комплекс реформатів використовувався як жіноча трудова колонія для малолітніх, а шпитальні приміщення належали Школі міліції (нині Львівський державний університет внутрішніх справ). Від 1980 років увесь комплекс споруд належав Міністерству внутрішніх справ СРСР, а в часи незалежності України використовується Університетом внутрішніх справ. Нині комплекс будівель колишнього храму, шпиталю і монастиря має номер 1а на вулиці Кривоноса.